# Eugenio Montejo
Eugenio Montejo (19. října 1938, Caracas – 5. června 2008, Valencia) byl venezuelský básník a esejista, zakladatel literárního časopisu Azar a spoluzakladatel časopisu poezie Revista Poesía, vydávaného Univerzitou v Carabobu. Byl výzkumníkem Centra pro latinskoamerická studia „Rómulo Gallegos“ v Caracasu a přispíval do velkého množství národních i mezinárodních časopisů. Ve Venezuele získal v roce 1998 Národní cenu za literaturu a v roce 2004 získal mezinárodní Cenu Octavio Paze za poezii a esej. Mezinárodní zájem o Montejovu poezii vzrostl poté, co jeho báseň La Tierra Giró para Acercarnos (Země se točí, aby nás dostala blíž k sobě) byla použita ve filmu 21 gramů mexickým režisérem Alejandrem Gonzálezem Iñárritou. Několik řádků z básně cituje postava ztvárněná Seanem Pennem.